# Neptis learmondi
Neptis learmondi är en fjärilsart som beskrevs av Robert Christopher Tytler 1940. Neptis learmondi ingår i släktet Neptis och familjen praktfjärilar. Inga underarter finns listade i Catalogue of Life.